# Teatro Nacional de Bunraku
O Teatro Nacional de Bunraku (国立文楽劇場, Kokuritsu Bunraku Gekijō) é um complexo situado em Chūō-ku, Ósaca, no Japão. Foi fundado em 1984 com o objetivo de ser o principal edifício da forma de teatro de bonecos japoneses bunraku, e é considerado o quarto teatro nacional do Japão. O teatro é gerido pelo Conselho de Artes do Japão, uma instituição administrativa independente do Ministério da Educação, Cultura, Desporto, Ciência e Tecnologia do Japão.
O teatro é composto por duas casas de espetáculo e uma sala de exposições, e possui capacidade para setecentas pessoas. É utilizado principalmente para as encenações do bunraku, buyō, rakugo, manzai e também para músicas japonesas.